# Sofja Andrejewna Sapega

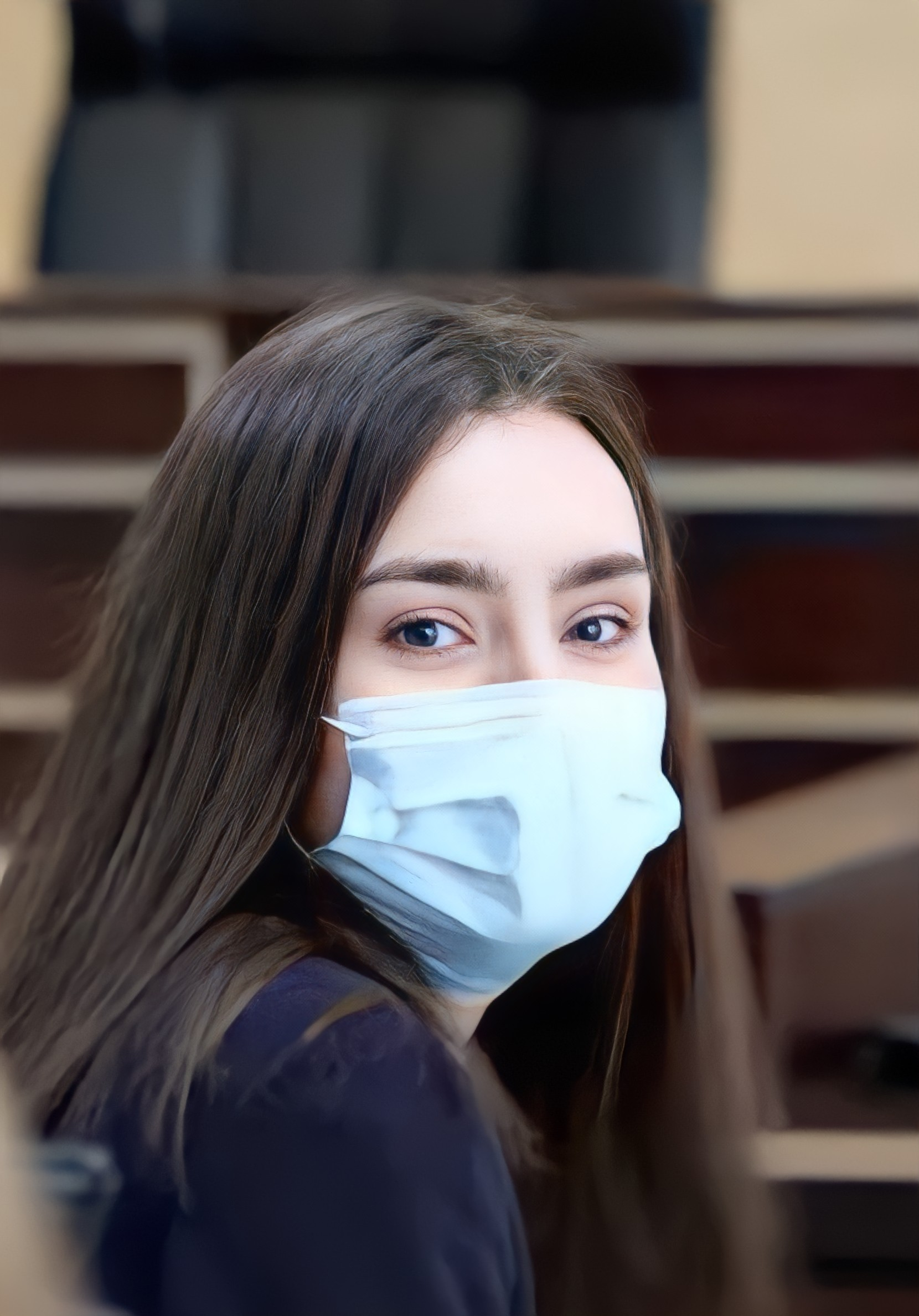
Sofja Sapega (Mai 2022)

Sofja Andrejewna Sapega (russisch Софья Андреевна Сапега; * 10. Februar 1998 in Wladiwostok) ist eine russische Studentin. Am 23. Mai 2021 wurde sie zusammen mit ihrem damaligen Lebensgefährten, dem belarussischen Blogger und Oppositions-Aktivisten Raman Pratassewitsch, nach einer erzwungenen Landung am Flughafen Minsk festgenommen. Ihr wurde vorgeworfen, dass sie Betreiberin des oppositionellen Telegram-Kanals Schwarzes Buch von Belarus gewesen sein soll, welcher während der Massenproteste gegen Aljaksandr Lukaschenka Privatinformationen von belarussischen Sicherheitskräften veröffentlicht habe, wobei es dazu keine Hinweise gibt. In einer gemeinsamen Erklärung von acht belarussischen Organisationen (Wjasna, das Belarussische Helsinki-Komitee u. a.) wurde sie am 26. Mai 2021 als politische Gefangene eingestuft. Im Mai 2022 wurde sie zu 6 Jahren Haft verurteilt, im Juni 2023 wurde Sapega begnadigt.

## Werdegang
Sofja Sapega ist die Tochter von Andrei Sapega und Anna Duditsch. Ihre Mutter ist russische Staatsbürgerin und ihr Stiefvater Sergei Duditsch stammt aus Belarus. Sie leben in einer kleinen belarussischen Stadt in der Hrodsenskaja Woblasz. Sapega ist russische Staatsbürgerin und lebte zunächst in Belarus.
Bis 2015 besuchte sie die International School in Minsk und hielt sich dann für ihr Studium in Litauen auf. Sie studierte Rechtswissenschaft an der Europäischen Geisteswissenschaftlichen Universität in Vilnius. Vor Sapega wurden bereits sechs Studenten dieser Universität in Belarus inhaftiert.
Litauen ist für große Teile der belarussischen Opposition zu einer neuen Heimat geworden. Sapega gehört im Gegensatz zu Pratassewitsch nicht zu den bekannten Oppositionellen (Vereinigte Bürgerpartei). Die beiden sind laut russischen Medienberichten seit Anfang 2021 ein Paar. Kennengelernt hätten sie sich 2020 in Litauen, als Sapega sich für den Warschauer Nachrichtenkanal Nexta interessierte. Inwieweit sie vor ihrer Verhaftung oppositionell aktiv war, darüber gibt es widersprüchliche Angaben. In Russland wird ihr Fall deswegen stark öffentlich diskutiert, weil sie nicht als Anführerin der Protestveranstaltungen in Belarus inhaftiert wurde. Dort gab es auch zahlreiche Veröffentlichungen zu dem Fall.

## Ryanair-Flug 4978 und Festnahme am Flughafen Minsk
Sapega befand sich mit ihrem damaligen Lebensgefährten Raman Pratassewitsch am 23. Mai 2021 an Bord des Ryanair-Flugs 4978 von Athen nach Vilnius. Beim Überflug von Belarus wurde das Flugzeug kurz vor Verlassen des belarussischen Luftraums mit einer erfundenen Bombendrohung nach Minsk umgeleitet. Am Flughafen wurden Sapega und Pratassewitsch festgenommen. Warum Sapega ebenfalls verhaftet wurde, war vorerst unklar. Das Komitee für Staatssicherheit der Republik Belarus stufte Pratassewitsch als „Terrorist“ ein, weil er über die Proteste gegen das Regime von Aljaksandr Lukaschenka berichtet. Nach Aussage anderer Fluggäste habe Pratassewitsch kurz vor seiner Festnahme Sapega eine Tasche gegeben, in welcher mutmaßlich Dokumente, sein Laptop und sein Handy gewesen seien.
Sapega und Pratassewitsch befanden sich auf dem Weg zurück in die litauische Hauptstadt Vilnius. Die European Humanities University in Vilnius bestätigte auf ihrer Homepage, dass Sapega zum Urlaub in Griechenland gewesen sei. Die Jurastudentin Sofja Sapega sei auf dem Weg nach Vilnius, wo sie ihre Masterarbeit verteidigen sollte, „unter haltlosen Vorwänden“ festgenommen worden, erklärte die Europäische Humanistische Universität in der Hauptstadt Litauens. Die Sprecherin des litauischen Außenministers Gabrielius Landsbergis bestätigte die Festnahme von Sapega.
Die 23-Jährige muss nach Angaben des russischen Außenministeriums eine Anklage in Belarus fürchten. Sie stehe „in Verbindung mit dem Verdacht, zwischen August und September 2020 gegen mehrere Artikel des Belarussischen Kriminalkodexes verstoßen zu haben“, hieß es laut der Nachrichtenagentur Reuters in einem Statement des Moskauer Außenministeriums. Russische Stellen kommentierten ihre Festnahme sehr zurückhaltend. Das russische Außenministerium sagte ihr konsularische Dienste zu. Bei einem Treffen mit dem Konsul nannte Sapega mehrere Probleme häuslicher Natur, wie z. B. Körperpflege und Haarwaschmittel.
Sapegas Mutter Anna Duditsch ist laut Reuters besorgt um die Gesundheit ihrer Tochter. Sie sei davon überzeugt, dass ihre Tochter sich zur falschen Zeit am falschen Ort aufgehalten habe; diese sei „definitiv keiner Sache schuldig“.
Dreieinhalb Wochen nach ihrer Festnahme in Belarus hatte der Vater von Sofja Sapega den Machthaber Aljaksandr Lukaschenka um eine Begnadigung seiner Tochter gebeten.

## Von belarussischen Staatsmedien verbreitete Videos
Am 25. Mai 2021 erschien ein Video mit Sofja Sapega. In dem Video gibt sie zu, einen Telegram-Kanal zu betreiben, der in den russischen Medien „Черная книга Беларуси“ genannt wird („Schwarzbuch Belarus“), in dem private Informationen wie Wohnadressen von belarussischen Sicherheitskräften veröffentlicht worden sein sollen.
Gegenüber der russischen BBC sagte ihr Anwalt Alexander Filanowitsch, dass sie als Vorsichtsmaßnahme zwei Monate im KGB-Untersuchungshaftzentrum festgehalten werden solle. Danach drohe ihr eine Gefängnisstrafe.
Sapegas Mutter bezweifelte, dass ihre Tochter in den Videos frei sprechen konnte, und gab bekannt, dass sie im Okrestina-Gefängnis festgehalten werde. Die letzte Textnachricht von Sapega habe nur ein einziges Wort enthalten: „Mama“. Seitdem sei das Handy nicht mehr erreichbar. In dem von der Regierung in Minsk veröffentlichten Geständnis per Video habe ihre Tochter unnatürlich gewirkt.

### Aussagen im Video
„Mein Name ist Sapega Sofja Andrejewna, ich wurde am 10. Februar 1998 geboren. Ich bin russische Staatsbürgerin, ich lebe in Litauen, Vilnius. Am 23. Mai 2021 flog ich im selben Flugzeug wie Raman Pratassewitsch. Ich bin außerdem Redakteurin des Telegramkanals ‚Schwarzes Buch‘, der private Informationen über Mitarbeiter der Sicherheitsbehörden publiziert.“

### Anklagepunkte und Prozess
Die BBC berichtet, dass gegen Sofja Sapega Untersuchungen wegen Verstoßes gegen die folgenden Paragrafen des belarussischen Strafgesetzbuchs eingeleitet worden seien:
- Artikel 342: „Organisation von Gruppenaktionen, die die öffentliche Ordnung grob verletzen und mit einem eindeutigen Ungehorsam gegenüber den legitimen Anordnungen von Regierungsbeamten verbunden sind“;
- Artikel 293: „Organisation von Massenunruhen, begleitet von Gewalt gegen Einzelpersonen, Pogromen, Brandstiftung, Zerstörung von Eigentum oder bewaffnetem Widerstand gegen Vertreter der Behörden“;
- Artikel 130: „Aufstachelung zu rassistischer, nationaler, religiöser oder anderer sozialer Feindseligkeit oder Hass“.[19]

Am 6. Mai 2022 verurteilte das Bezirksgericht Hrodna die russische Staatsbürgerin Sofja Sapega zu einer sechsjährigen Haftstrafe, die in einer allgemeinen Strafkolonie zu verbüßen ist. Gegen das Urteil kann Berufung eingelegt werden. Drei Tage später gab Pratassewitsch über den angeblich von ihm betriebenen Telegram-Kanal bekannt, dass er geheiratet habe. Dazu wurde ein Foto gestellt, auf dem er und eine namentlich nicht genannte junge Frau sich küssen. Laut dem angeblich von Pratassewitsch stammenden Kommentar dazu hatten er und Sofja Sapega schon am Ende ihres gemeinsamen Urlaubs in Griechenland beschlossen, dass sie sich trennen.

### Gnadengesuch

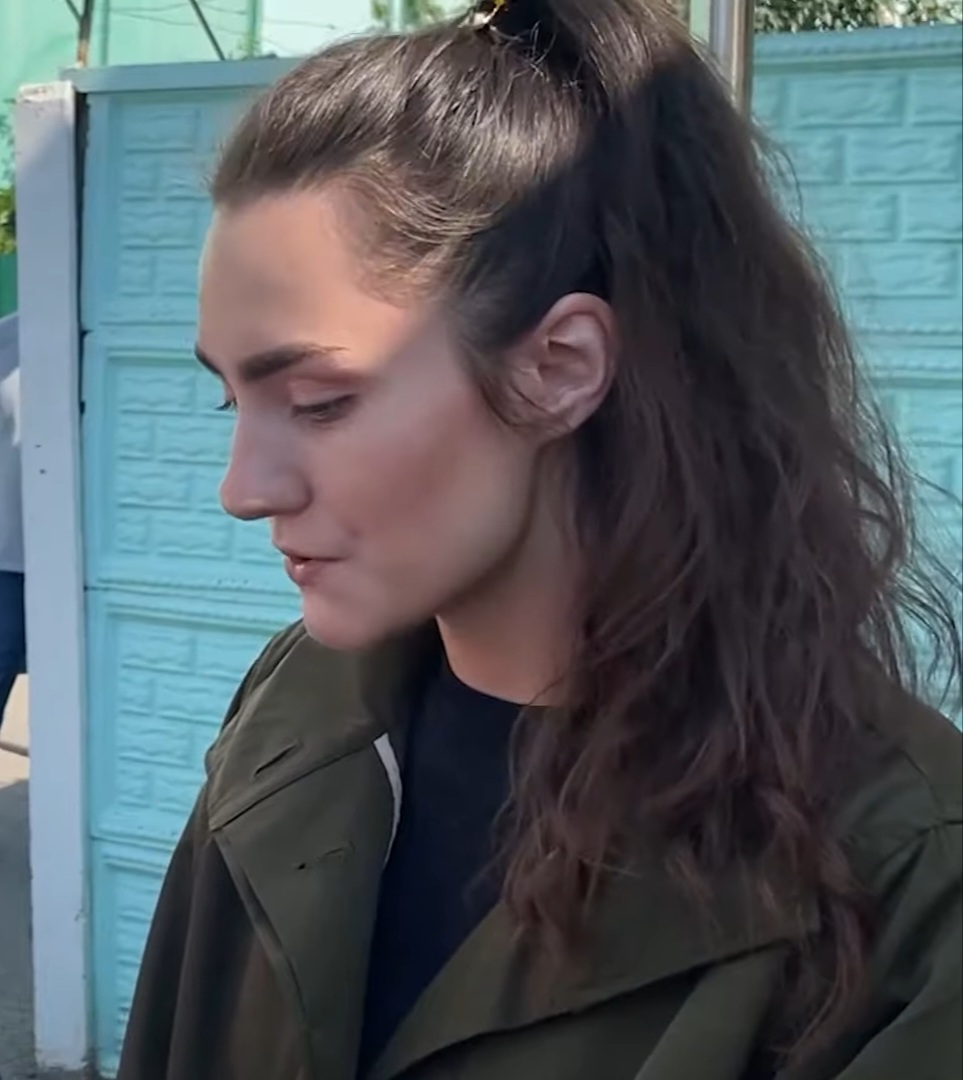
Sofja Sapega (Juni 2023)

Laut der Staatszeitung Sowjetskaja Belarus richtete Sapega am 27. Juni 2022 ein Gnadengesuch an Lukaschenka. In dem Bericht heißt es, ihre oppositionelle Tätigkeit sei „Jugend und Dummheit“ geschuldet gewesen. Mittlerweile habe sie die „Rechtswidrigkeit und Illegitimität vollständig eingesehen“. Unklar blieb, unter welchen Bedingungen das Schreiben zustande gekommen ist. Im Januar 2023 lehnte Lukaschenka die Begnadigung zunächst ab. Am 7. Juni 2023 wurde Sapega begnadigt und vor dem Gefängnis von Oleg Koschemjako, dem Gouverneur ihrer russischen Heimatregion Primorje, in Empfang genommen. Sie werde jetzt nach Russland fliegen, teilte er mit.

## Internationale Reaktionen
Der Vorfall zog internationale Empörung nach sich. Dutzende Politiker forderten die sofortige Freilassung Pratassewitschs und Sapegas. Die Europäische Union beschloss Sanktionen und stoppte Investitionen im Wert von ca. 3 Milliarden Euro in Belarus. Zudem wurden ein von der NATO überwachtes EU-weites Start- und Landeverbot für belarussische Flugzeuge und ein Verbot, den EU-Luftraum zu nutzen, verhängt. Die Inhaftierung von Pratassewitsch und Sapega wurden vom Nordatlantikrat kritisiert, es sei ein Affront gegen die Grundsätze der Pressefreiheit und das Recht auf freie Meinungsäußerungen, beide müssten bedingungslos freigelassen werden. Das Verhalten des belarussischen Machthabers Aljaksandr Lukaschenka hatte nach Ansicht des damaligen Bundesaußenministers Heiko Maas „terroristische Züge“.
EU-Parlamentspräsident David Sassoli schlug vor, Fotos von Pratassewitsch und Sapega an allen Flughäfen der EU und im Europäischen Parlament auszustellen, um somit den Druck auf Belarus aufrechtzuerhalten und eine Freilassung des Bloggers Raman Pratassewitsch und dessen Partnerin Sofja Sapega zu erreichen. „Wir werden die Aufmerksamkeit und den Druck aufrechterhalten und hoffen, dass dies zur Freilassung von Roman Protassewitsch und seiner Partnerin Sofja Sapega führt“, sagte der Parlamentspräsident. Der Flughafen Wien zeigt in seinen Ankunfts- und Abflugbereichen seit dem 31. Mai 2021 Sujets (Themen), in denen das Europäische Parlament die Freilassung fordert.
Auch Amnesty International fordert die Freilassung von Pratassewitsch und Sapega.
Die USA fordern Lukaschenka auf, eine glaubwürdige internationale Untersuchung des Vorfalls mit der Ryanair-Maschine zuzulassen, erklärte Jen Psaki, Sprecherin des Weißen Hauses. Zudem müssten alle politischen Gefangenen freigelassen werden und ein ernsthafter Dialog mit der Opposition beginnen, der zu fairen und freien Präsidentschaftswahlen unter internationaler Beobachtung führen werde, forderte Psaki.
Russland zeigte sich dagegen „schockiert“ über die Reaktion des Westens. Wladimir Putin gilt als einer der letzten Verbündeten Lukaschenkas. Sapegas Schicksal sei Russland „nicht egal“, sagte Kremlsprecher Dmitri Peskow. Gleichzeitig betonte er, dass Sapega zwar russische Staatsbürgerin sei, aber eine Aufenthaltsgenehmigung in Belarus habe.
Am 28. Mai 2021 beklagte Lukaschenka bei seinem Treffen mit Putin den Druck des Westens auf sein Land. Der Kremlchef sagte ihm Unterstützung zu. Zu Raman Pratassewitsch und Sofja Sapega sagte Lukaschenka: „Wir sind für sie der Übungsplatz vor dem Vormarsch nach Osten. Sie probieren bei uns das aus, womit sie dorthin weiterziehen.“ Nun sei man gezwungen, auf unfreundliche Schritte hart zu reagieren, zitiert die Belarussische Nachrichtenagentur BelaPAN Außenminister Uladsimir Makej.
In Russland gibt es auch Vorbehalte gegenüber Lukaschenka. Sogar putintreue Medien kritisieren den Machthaber des Nachbarlandes. So erklärte Margarita Simonjan, Chefredakteurin des RT, die Bekennervideos von Raman Pratassewitsch und seiner Freundin Sofja Sapega würden „niemandem zur Ehre gereichen“.
Am 2. Juni 2021 übernahm Heléne Björklund, Mitglied des schwedischen Reichstags, die Patenschaft für die politische Gefangene Sapega.